# Terra Nova: Strike Force Centauri
Terra Nova: Strike Force Centauri es un videojuego de disparos táctico en primera persona de 1996, desarrollado y publicado por Looking Glass Technologies. Ambientado en una representación de ciencia ficción del siglo 24, el juego sigue a una facción de humanos que colonizan el sistema de estrellas Alpha Centauri para escapar de la Hegemonía, un gobierno totalitario de la Tierra. El jugador asume el papel de Nikola ap Io, el líder de una unidad militar Alpha Centauri, y emprende misiones contra los piratas y la Hegemonía.
Terra Nova ha sido citado como uno de los primeros juegos orientados a escuadrones con gráficos tridimensionales (3D); El jugador suele ser asistido por compañeros de equipo artificialmente inteligentes que pueden recibir órdenes tácticas. Concebido por Looking Glass luego de la finalización de su primer juego, Ultima Underworld: The Stygian Abyss, Terra Nova estuvo sujeta a un proceso de desarrollo largo y difícil, causado en parte por la producción de sus videos de películas en movimiento. El motor TED del juego puede renderizar entornos exteriores en 3D y simular la física; este último habilita efectos tales como la animación procedural.

## Modo de juego
Como es juego de disparos táctico en primera persona, Terra Nova se enfoca en el combate y se desarrolla desde la vista de un personaje en un entorno gráfico tridimensional (3D). El protagonista usa una armadura de batalla motorizada (PBA, por sus siglas en inglés) que cuenta con objetivos de bloqueo, jets para vuelo limitado, visión infrarroja y ampliada, y un escudo de energía recargable que protege contra ataques. El jugador utiliza un cursor de ratón que se puede mover libremente para apuntar armas y manipular la interfaz de visualización de mano a mano. Al igual que con el juego anterior de Looking Glass Technologies, System Shock, el HUD contiene tres "pantallas multifuncionales". Estas pantallas pueden configurarse para mostrar información táctica, como los menús de comando de escuadrón, mapas y estadísticas de armas.

## Trama

### Ambientación y Personajes
Terra Nova está ambientada en una representación de ciencia ficción del año 2327 y tiene lugar en el sistema estelar Alpha Centauri. Las primeras inspiraciones del escenario fueron las novelas Starship Troopers y The Forever War, y PC Gamer UK lo comparó con el de la película de acción Aliens de 1986. Más de doscientos años antes del comienzo del juego, la Tierra es subsumida por un gobierno mundial llamado Hegemonía. La Hegemonía anexa colonias a lo largo del Sistema Solar, pero los habitantes de las lunas de Júpiter llegan a un acuerdo que les permite reubicarse en Alpha Centauri, donde se asientan en los planetas NewHope, como los de la Tierra, como los congelados. Los colonos se dividen en doce "Clanes", cada uno de ellos con una "Fuerza de Ataque" militar para defenderse de los bandidos, y crean el Consejo de Centauri para gobernar el sistema. Se establece el comercio con la Hegemonía. A medida que comienza el juego, se forma una fuerza de ataque de élite llamada Strenta Force Centauri en respuesta al aumento de la actividad pirata.

### Historia
Cuando comienza el juego, los piratas roban un envío de "granadas de Petrovsk" altamente destructivas. Una misión de reconocimiento de Nikola identifica las granadas en una base pirata fuertemente defendida, y se recuperan en el camino a un barco de transporte. Sin las granadas, la base es atacada por Centauri de la Fuerza de Ataque, y allí se encuentra el equipo de Hegemonía. Cuando MacPherson se enfrenta a Pentheus sobre el incidente, niega su participación. La prueba de las intenciones de la Hegemonía se encuentra más tarde en una base de contrabando de Thatcher, y Pentheus declara la guerra a las colonias de Centauri. Ahora, sabiendo que los piratas son financiados por la Hegemonía, MacPherson sospecha que una fuga de información anterior fue en realidad el trabajo de un espía de la Hegemonía; Nikola pregunta a Brandt, quien responde con indignación. Después de una serie de misiones contra la Hegemonía, el avión de Nikola es emboscado y derribado, y es capturado por Pentheus. Durante este tiempo, Pentheus le dice que un traidor dentro de Strike Force Centauri es responsable de la emboscada. El escuadrón rescata a Nikola, pero Schuyler muere en el asalto. En su funeral, Ashford acusa a Nikola como el traidor.[cita requerida]

## Desarrollo
Terra Nova fue concebida en 1992, aproximadamente cuando se completó el primer juego de Looking Glass Technologies, Ultima Underworld: The Stygian Abyss. El cofundador de la compañía, Paul Neurath, escribió un documento de diseño para un juego táctico basado en escuadrones con un entorno de ciencia ficción, y ayudó al equipo a iniciar su desarrollo. El artista Robb Waters creó el arte conceptual. Originalmente se titulaba Freefall, debido a la forma en que los soldados entran en combate lanzándose desde aviones. El desarrollo fue dirigido inicialmente por un programador recién contratado que imaginó el juego como una simulación exacta, en la que cada elemento era lo más realista posible. El programador Dan Schmidt creó la inteligencia artificial del juego e intentó hacer que los compañeros de escuadrón siguieran las órdenes de manera inteligente y brindaran asistencia, en lugar de simplemente "mantenerse fuera de tu camino". Schmidt contrató a Eric Brosius y Terri Brosius, entonces miembros de la banda Tribe, para componer la música del juego, que fue llamada "con sabor a orquesta" por el Boston Herald. Al igual que con su videojuego Flight Unlimited de 1995, la empresa llamada Looking Glass Technologies Terra Nova publicó.

### Tecnología
A diferencia de los juegos en primera persona anteriores de Looking Glass (Ultima Underworld, Ultima Underworld II y System Shock), Terra Nova se desarrolla en entornos al aire libre. El motor del juego, llamado TED, soporta condiciones climáticas, entornos diurnos y nocturnos, reflejos de agua en tiempo real y nubes en movimiento, entre otros efectos. La mayor parte del trabajo en el renderizador para exteriores fue realizada por el programador Eric Twietmeyer; sin embargo, las computadoras contemporáneas no fueron lo suficientemente potentes para mostrar entornos de exteriores completamente tridimensionales (3D). El problema fue resuelto por el programador James Fleming: el motor del juego procesa y aplica texturas a objetos de primer plano en gráficos 3D completos, pero, según PC Gamer US, muestra un "fondo de mapa de bits en la distancia" para proporcionar la "ilusión de detalle" . Al igual que con Flight Unlimited y la versión en CD-ROM de System Shock, Terra Nova fue diseñada para soportar Head-mounted display. El juego cuenta con tecnología QSound. Al describir el efecto de QSound antes del lanzamiento del juego, Suzanne Kantra Kirschner de Popular Science escribió que "oirás el susurro de las hojas del altavoz derecho una fracción de segundo antes de que lo escuches en la izquierda, indicándote que el enemigo se está acercando por la derecha ".
Los personajes del juego se animan de manera procedural a través de modelos de física simulados y cinemática inversa (IK), un sistema diseñado por el programador Seamus Blackley. La física básica se utiliza para mover modelos de personajes a través del entorno, y los modelos están animados por el sistema IK de acuerdo con este movimiento. El diseñador Richard Wyckoff luego comparó la física de los personajes con los de una canica, y Schmidt describió la técnica como algo similar a poner a cada personaje en una bola de hámster. La naturaleza imperfecta del sistema puede dar lugar a fallos de animación. Originalmente, se planificó una simulación más realista del movimiento bípedo, pero se simplificó antes de su lanzamiento debido a dificultades de codificación. Schmidt luego dijo que el método original "casi siempre funcionaba", pero que "cada treinta minutos alguien ponía el pie un poco mal ... y luego salía volando por el mapa". También se utiliza un modelo de física para simular el retroceso de armas, el arco de proyectiles y la gravedad de cada planeta; por ejemplo, los proyectiles viajan más lejos en ambientes de baja gravedad.

## Recepción
Aunque Terra Nova vendió más de 100 000 unidades, fue un fracaso comercial porque no recuperó sus costos de desarrollo. El diseñador Tim Stellmach caracterizó su desempeño como "un desastre". A pesar de esto, el juego fue aclamado por la crítica, y varias publicaciones hicieron comparaciones con el videojuego de 1995 MechWarrior 2: 31st Century Combat.
Edge comparó favorablemente el juego con System Shock debido a su combinación equilibrada de acción y estrategia, afirmando que en solo dos años, Looking Glass "se ha transformado de una de las potencias tecnológicas secretas de la industria a un desarrollador muy respetado por derecho propio". John Payne, de The Washington Post, escribió: "Dependiendo de tu punto de vista, Terra Nova es un Mechwarrior reducido o un Doom mejorado". Sin embargo, afirmó que era agradable independientemente de la perspectiva que se tomara. Si bien describió la animación del juego como "fluida", encontró que sus gráficos en general estaban "bastante bloqueados, incluso a distancia". Terminó su revisión al afirmar que el juego "requiere más práctica de lo que los fanáticos de la acción están acostumbrados" pero proporciona "una buena recompensa".[cita requerida] Next Generation Magazine escribió: "Looking Glass siempre ha sido conocido por romper las barreras del juego convencional, y lo ha hecho nuevamente con Terra Nova". La revista consideró que el juego era "un esfuerzo impresionante".[cita requerida]